# Ботанічний сад Базельського університету
47°33′31″ пн. ш. 7°34′54″ сх. д. / 47.558611111111° пн. ш. 7.5816666666667° сх. д.
Ботанічний сад Базельського університету — громадський ботанічний сад у Базелі. 
Заснований в 1589 році, це найстаріший ботанічний сад Швейцарії.
Належить Ботанічному інституту Базельського університету, до якого прилягає. 
Відкритий цілий рік і складається з відкритого простору з різними насадженнями (ксерофіти, деревні рослини, альпійський сад, папоротева ущелина, середземноморський сад, систематичний відділ за Кронквістом) і чотирьох теплиць (тропічний будинок, будинок Вікторії, сукулентний будинок, холодний будинок).

## Історія
Ботанічний сад Базельського університету заснований в 1589 році в нижньому коледжі університету в Райншпрунг. 
Це найстаріший ботанічний сад у Швейцарії, який пов’язаний із ще старішими приватними садами, які належали базельським фармацевтам або лікарям і забезпечували матеріал для вивчення та виробництва лікарських засобів. 
Монастирі, які були розпущені після Реформації (1529), також мали власні сади, а гербарії та трав’яні рукописи та друковані твори, випущені в Базелі, свідчать про давню традицію ботаніки.
Заснування університетського саду пов’язане зі створенням комбінованої професорської кафедри анатомії та ботаніки як частини медичної навчальної програми до 1822 року. 
Розподіл був сезонним. 
Літо було придатне для викладання лікарських рослин, а зима – для розтину трупів, оскільки тоді вони менш швидко розкладалися. 
Першим професором, який зайняв цю кафедру, був Каспар Баугін, один із «батьків ботаніки». 
У XVIII столітті університет заднім числом зазначив, що вивчення ботаніки в Базелі «проводилося з ревністю і, можливо, більше, ніж у будь-якому іншому університеті» 
.

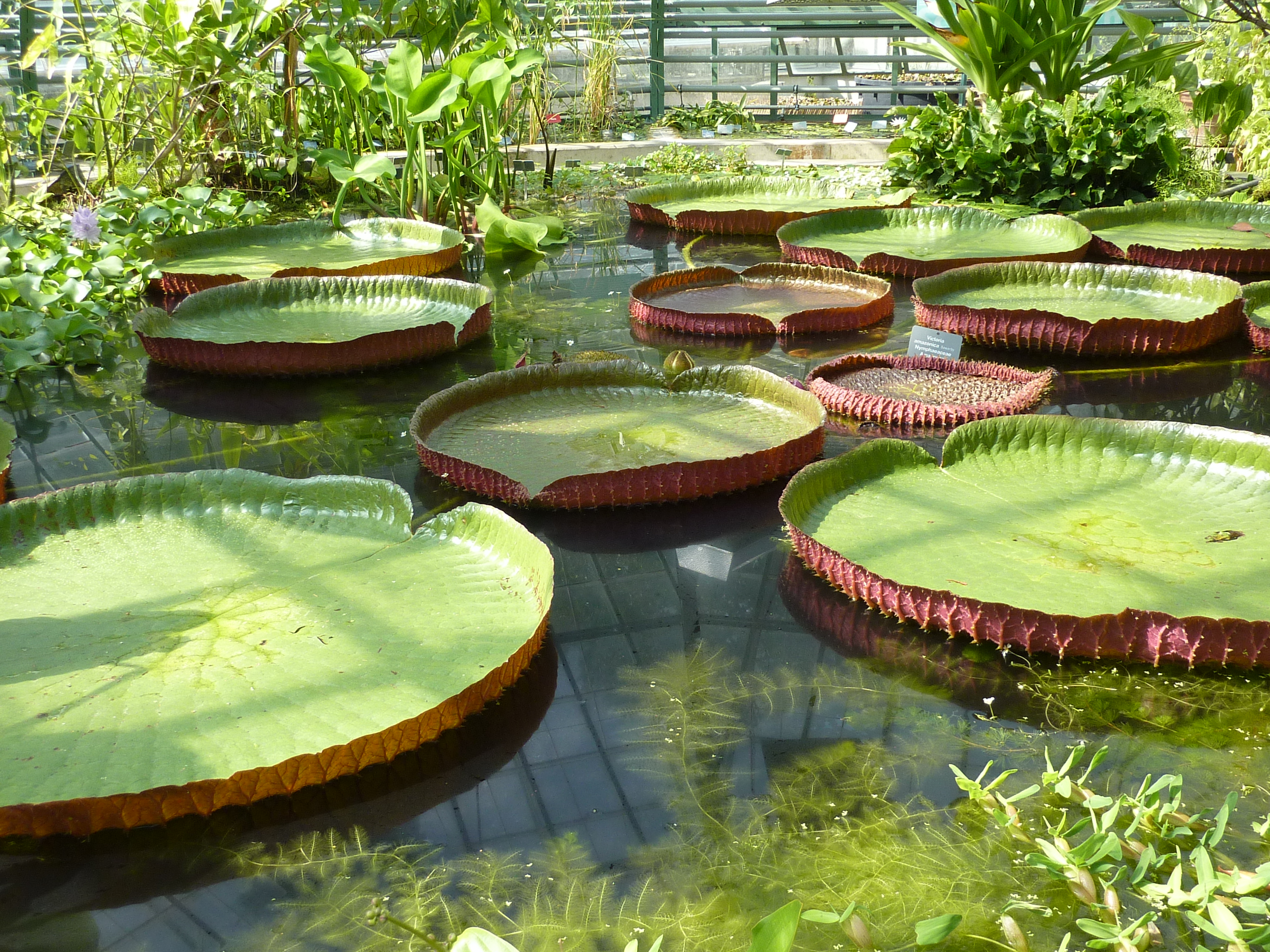
У Вікторіягаузі

У 1692 році так званий «hortus medicus» або «докторський сад» був перенесений до колишнього монастирського саду біля Проповідницької церкви, але без забезпечення відповідних приміщень та фінансових ресурсів. 
В одних випадках кафедра мусила вносити кошти з власної кишені, а в інших — витрачати гонорари за докторантуру. 
Садівник лише нерегулярно отримував «gratiale» (дотацію) і замість лікарських трав садив корисні рослини для власного існування. 
У 1765 році медичний факультет скаржився, що сад «має дуже жалюгідний і поганий стан». 

Після того, як в 1776 році Вернер де Лашеналь (1736–1800) обійняв посаду професора анатомії та ботаніки та завдяки його лобіюванню, до кінця XVIII століття була створена відповідна інфраструктура, і ботанічні дослідження знову пожвавилися. 
Лашеналь домігся будівництва власної квартири професора в ботанічному саду, фінансового покращення садівника та регулярного щорічного внеску на утримання нині громадського саду.
Хоча саду вдалося пережити важкий для університету період Гельветської республіки неушкодженим, проте поступовий занепад знову почався; принаймні, сад більше не задовольняв підвищених вимог щодо демонстрації рідкісних та екзотичних рослин і знову став джерелом доходу для садівника, як заявили кілька професорів у 1854 році. 

У той час сад знаходився перед Ешентором, куди його перемістили в 1836 році через розширення Маркгрефлергофа. 
Сад здобув стале фінансування лише з 1862 року.
Через будівництво Ботанічного інституту в 1896 році сад знову змінив місце розташування і був перепланований в 1897 році безпосередньо поруч з інститутом. 
У 1921 та 1966–67 рр. відбулися масштабні перепланування. 
Будинок Вікторії, який був побудований в 1898 році спеціально для гігантської латаття Victoria regia, має архітектурний інтерес. 
Його центрально-симетричний тип будівлі з куполом сходить до теплиць Джозефа Пакстона, які він спроектував спеціально для Victoria regia. 
Будучи історично цінною будівлею з металу та скла, вона була ретельно відремонтована в 1996 році.

## Розташування
Ботанічний сад та Інститут розташовані неподалік від Шпалентор, на місці колишнього Шпаленготтезаккер. 
Він діяв в 1824-68 рр., а потім був закритий через відкриття Канненфельдського кладовища, нинішнього Канненфельдського парку.

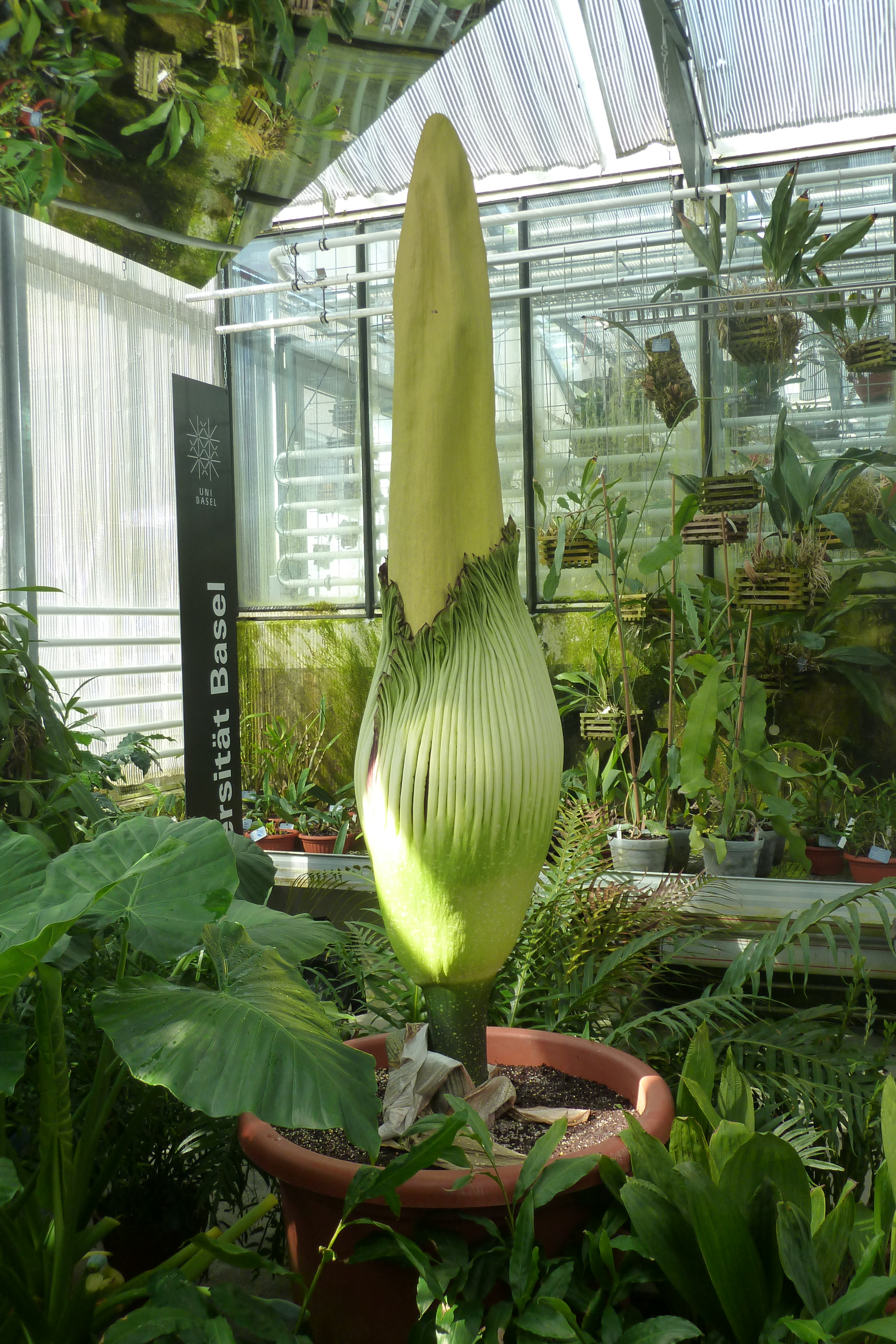
Квітка Amorphophallus titanum в Ботанічному саду, квітень 2011

У безпосередній близькості знаходяться Базельська університетська бібліотека, яка є одноліткою, Везаліанум (Фізіологічний інститут, 1883) та Бернулліанум (Інститут фізики, хімії та астрономії, 1874). 
Разом вони сформували університетський комплекс наприкінці XIX століття, який був завершений в 1939 році новою будівлею коледжу університету.
На схід від ботанічного саду розташований парк, Петерсплац.